# Tibor Dombi
Tibor Dombi (ur. 11 listopada 1973 w Püspökladánach) – węgierski piłkarz występujący na pozycji pomocnika. 

## Kariera klubowa
Dombi zawodową karierę rozpoczynał w sezonie 1992/1993 w drugoligowym klubie Debreceni VSC. Od czasu debiutu był jego podstawowym graczem graczem. W pierwszym sezonie awansował z nim do pierwszej ligi. W 1999 roku zdobył z klubem Puchar Węgier. W Debreczynie spędził sześć lat. W tym czasie rozegrał tam 210 ligowych spotkań i strzelił w nich 19 bramek.
W 1999 roku przeszedł do niemieckiego Eintrachtu Frankfurt. W jego barwach zadebiutował 8 sierpnia 1999 w wygranym 4:0 meczu Pucharu Niemiec z SC Verl. Natomiast w Bundeslidze pierwszy mecz zaliczył 14 sierpnia 1999 przeciwko SpVgg Unterhaching (3:0). Od początku gry Eintrachcie, Dombi pełnił tam rolę rezerwowego. Spędził tam jeden sezon, w ciągu którego zagrał tam w 15 ligowych meczach.
Latem 2000 roku odszedł do holenderskiego FC Utrecht. W Eredivisie zadebiutował 20 sierpnia 2000 w wygranym 2:0 pojedynku z SC Heerenveen. W 2002 roku dotarł z klubem do finału Pucharu Holandii, jednak jego klub uległ tam 2:3 Ajaxowi Amsterdam. W Utrechcie Dombi grał przez dwa lata.
W 2002 roku powrócił do Debreczyna. Od tego czasu zdobył z nim cztery mistrzostwa Węgier (2005, 2006, 2007, 2009), Puchar Węgier (2008) oraz trzy Superpuchary Węgier (2005, 2006, 2007).

## Kariera reprezentacyjna
W reprezentacji Węgier Dombi zadebiutował w 1994 roku. Grał w niej do 2001 roku. W tym czasie w kadrze rozegrał 33 spotkań i zdobył jedną bramkę. Był uczestnikiem Letnich Igrzysk Olimpijskich 1996 roku, z których jego reprezentacja odpadł po fazie grupowej.